# The View (band)
The View is een indie/rock band uit de Schotse stad Dundee.

## Het begin
De band begon werd opgericht in 2005 in een café genaamd 'The Bayside View', waar de band naar is vernoemd. Nadat Pete Doherty van de Babyshambles de band hoorde nam hij The View op in het voorprogramma tijdens hun Britse tour. Het was tijdens die tour, dat de populariteit van The View serieuze vormen begon aan te nemen.

## Nederland
In januari 2007 stond The View op het Groningse festival Noorderslag. Begin mei 2007 volgde er een kleine tour door Nederland, waar The View Groningen (bevrijdingsfestival), Amsterdam, Rotterdam en Nijmegen een bezoek bracht. In augustus 2007 was The View op Lowlands te zien.
In België stonden zij in de Marquee op het Limburgse/Hasseltse festival Pukkelpop op 17 augustus 2007! En in december 2007 waren ze weer te zien in Nederland, in Paradiso (Amsterdam). Ze stonden in april 2009 weer op Nederlandse bodem, Tivoli Utrecht.

## Albums
- Hats Off To The Buskers (2007)
- Which Bitch? (2009)
- Bread and Circuses (2011)
- Cheeky For A Reason (2012)
- Ropewalk (2015)
- Exorcism of Youth (2023)

## Ep's
- The View EP (2006)
- Cutting Corners EP (2011)
- Tight Hopes EP (2013)

## Singles
- Wasted Little DJs (2006)
- Superstar Tradesman (2006)
- Same Jeans (2007)
- The Don (2007)
- Skag Trendy (2007)
- Face For The Radio (2007)
- Grace (2011)